# Thomas Schmid (Politiker, II)
Thomas Schmid (* ca. 1938) ist ein Schweizer Politiker (CVP) und Agrarfunktionär aus Ibach im Kanton Schwyz.

## Biografie
Von Juni 1984 bis Mai 1992 war Schmid Mitglied des Kantonsrats des Kantons Schwyz.
Von 1986 bis 1993 war er Präsident des Verbands landwirtschaftlicher Genossenschaften der Zentralschweiz (VLGZ), wo er auf Xaver Bühlmann folgte. Nach der 1993 erfolgten Fusion der VLGZ zur Fenaco wurde er im Februar 1994 im Alter von rund 56 Jahren zum ersten Präsidenten gewählt, ein Amt, welches er bis 2003 ausübte. Er gewann damals die Kampfwahl gegen den SVP-Nationalrat und späteren Bundesrat Ueli Maurer, der neben Eric Sinner als Vizepräsident gewählt wurde.
Spätestens von 1987 bis mindestens 1991 war er zudem Präsident der Bauernvereinigung des Kantons Schwyz (BVSZ).